# Laja
Laja (russisk: Лая, tr. Laja) er en flod i Nenetskij autonome okrug og Republikken Komi i Rusland og en højre biflod til Petjora. Laja er 332 km lang og har et afvandingsareal på 9.530 km². Floden fryser til i oktober og bliver isfri igen sidst i maj. 
Laja har sit udspring i søen Lajato i Nenetskij okrug og løber derfra mod syd over Bolsjezemelskaja Tundraen til mundingen i Petjora 20 km øst for Zakharvan. Laja er meget bugtet og meanderende.
De største bifloder er Kerjurvis, Lajavozj, Sertjeju og Jurjakha.